# 100 najboljih knjiga svih vremena
»Svjetska knjižnica« je popis 100 najboljih knjiga svih vremena, predložena od 100 pisaca iz 44 države, koji su ga sastavili 2002. u organizaciji Norveškoga kluba knjige. Popis knjiga trebao je oslikavati književnost cijeloga svijeta, s knjigama iz svih država ali i različitih vremenskih epoha. 11 knjiga su napisali ženski, 85 muški i 4 knjige nepoznati autori.
Svaki pisac, član žirija, birao je 10 knjiga.
Između ostalih svoje glasove su dali: Doris Lessing, John Irving, Salman Rushdie, John le Carré, Milan Kundera, Paul Auster, Ben Okri, Fay Weldon, Carlos Fuentes, Nadine Gordimer, Seamus Heaney, Aleksandar Hemon, Astrid Lindgren, Viivi Luik, Herta Müller, Norman Mailer, Orhan Pamuk i dr. Samo dvoje pisaca nije dostavilo svoje popise. Isabella Allende je javno kritizirala glasovanje dok Bob Dylan nije nikada dao svoj odgovor.
Fjodor Dostojevski je pisac koji se najviše puta pojavljuje na popisu (4 puta).
Izabrane knjige nisu rangirane ili kategorizirane na bilo koji način; organizatori su objavili da "su sve na istoj razini" s izuzetkom Don Quijotea a ta se knjiga smatra  "najboljim ikad napisanim literarnim djelom." Popis knjiga je objavljen prema abecednom redu.

## 100 najboljih knjiga svih vremena
| naziv knjige                                   | pisac                      | godina izdanja                              | država                         | jezik               |
| ---------------------------------------------- | -------------------------- | ------------------------------------------- | ------------------------------ | ------------------- |
| Svijet se raspada                              | Chinua Achebe              | 1958.                                       | Nigerija                       | Engleski            |
| Bajke                                          | Hans Christian Andersen    | 1835. – 37.                                 | Danska                         | Danski              |
| Božanstvena komedija                           | Dante Alighieri            | 1265. – 1321.                               | Italija                        | Talijanski          |
| Ponos i predrasude                             | Jane Austen                | 1813.                                       | Ujedinjeno Kraljevstvo         | Engleski            |
| Otac Goriot                                    | Honoré de Balzac           | 1835.                                       | Francuska                      | Francuski           |
| Molloy, Malone umire, The Unnamable, trilogija | Samuel Beckett             | 1951. – 53.                                 | Republika Irska                | Francuski, Engleski |
| Dekameron                                      | Giovanni Boccaccio         | 1349. – 53.                                 | Ravenna                        | Talijanski          |
| Fikcije                                        | Jorge Luis Borges          | 1944. – 86.                                 | Argentina                      | Španjolski          |
| Orkanski visovi                                | Emily Brontë               | 1847.                                       | Ujedinjeno Kraljevstvo         | Engleski            |
| Stranac                                        | Albert Camus               | 1942.                                       | Francuska kolonija Alžir       | Francuski           |
| Pjesme                                         | Paul Celan                 | 1952.                                       | Rumunjska, Francuska           | Njemački            |
| Putovanje nakraj noći                          | Louis-Ferdinand Céline     | 1932.                                       | Francuska                      | Francuski           |
| Don Quijote                                    | Miguel de Cervantes        | 1605. (1. dio), 1615. (2. dio)              | Španjolska                     | Španjolski          |
| Canterburyjske priče                           | Geoffrey Chaucer           | 14. stoljeće                                | Engleska                       | Engleski            |
| Priče                                          | Anton Čehov                | 1886.                                       | Rusija                         | Ruski               |
| Nostromo                                       | Joseph Conrad              | 1904.                                       | Ujedinjeno Kraljevstvo         | Engleski            |
| Velika očekivanja                              | Charles Dickens            | 1861.                                       | Ujedinjeno Kraljevstvo         | Engleski            |
| Fatalist Jacques                               | Denis Diderot              | 1796.                                       | Francuska                      | Francuski           |
| Berlin Alexanderplatz                          | Alfred Döblin              | 1929.                                       | Njemačka                       | Njemački            |
| Zločin i kazna                                 | Fjodor Dostojevski         | 1866.                                       | Rusija                         | Ruski               |
| Idiot                                          | Fjodor Dostojevski         | 1869.                                       | Rusija                         | Ruski               |
| Bjesovi                                        | Fjodor Dostojevski         | 1872.                                       | Rusija                         | Ruski               |
| Braća Karamazovi                               | Fjodor Dostojevski         | 1880.                                       | Rusija                         | Ruski               |
| Middlemarch                                    | George Eliot               | 1871.                                       | Ujedinjeno Kraljevstvo         | Engleski            |
| Nevidljivi čovjek                              | Ralph Ellison              | 1952.                                       | SAD                            | Engleski            |
| Medeja                                         | Euripid                    | 431. pr. Kr.                                | Grčka                          | Grčki               |
| Absalom, Absalom!                              | William Faulkner           | 1936.                                       | SAD                            | Engleski            |
| Krik i bijes                                   | William Faulkner           | 1929.                                       | SAD                            | Engleski            |
| Madame Bovary                                  | Gustave Flaubert           | 1857.                                       | Francuska                      | Francuski           |
| Sentimentalni odgoj                            | Gustave Flaubert           | 1869.                                       | Francuska                      | Francuski           |
| Romske balade                                  | Federico García Lorca      | 1928.                                       | Španjolska                     | Španjolski          |
| Sto godina samoće                              | Gabriel García Márquez     | 1967.                                       | Kolumbija                      | Španjolski          |
| Ljubav u doba kolere                           | Gabriel García Márquez     | 1985.                                       | Kolumbija                      | Španjolski          |
| Faust                                          | Johann Wolfgang von Goethe | 1832.                                       | Njemačka                       | Njemački            |
| Mrtve duše                                     | Nikolaj Gogolj             | 1842.                                       | Rusija                         | Ruski               |
| Limeni bubanj                                  | Günter Grass               | 1959.                                       | Njemačka                       | Njemački            |
| The Devil to Pay in the Backlands              | João Guimarães Rosa        | 1956.                                       | Brazil                         | Portugalski         |
| Glad                                           | Knut Hamsun                | 1890.                                       | Norway                         | Norveški            |
| Starac i more                                  | Ernest Hemingway           | 1952.                                       | SAD                            | Engleski            |
| Ilijada                                        | Homer                      | 760. – 710. pr. Kr.                         | Grčka                          | Grčki               |
| Odiseja                                        | Homer                      | 8. stoljeće pr. Kr.                         | Grčka                          | Grčki               |
| Nora ili Kuća lutaka                           | Henrik Ibsen               | 1879.                                       | Norveška                       | Norveški            |
| Uliks                                          | James Joyce                | 1922.                                       | Irska                          | Engleski            |
| Priče                                          | Franz Kafka                | 1924.                                       | Austrija                       | Njemački            |
| Proces                                         | Franz Kafka                | 1925.                                       | Austrija                       | Njemački            |
| Zamak                                          | Franz Kafka                | 1926.                                       | Austrija                       | Njemački            |
| Abhijñānaśākuntalam                            | Kalidasa                   | 1. stoljeće pr. Kr. – 4. stoljeće           | Indija                         | Sanskrt             |
| Zvuk planine                                   | Yasunari Kawabata          | 1954.                                       | Japan                          | Japanski            |
| Zorba                                          | Nikos Kazantzakis          | 1946.                                       | Grčka                          | Grčki               |
| Sinovi i ljubavnici                            | David Herbert Lawrence     | 1913.                                       | Ujedinjeno Kraljevstvo         | Engleski            |
| Samostalni ljudi                               | Halldór Laxness            | 1934. – 35.                                 | Island                         | Islandski           |
| Pjesme                                         | Giacomo Leopardi           | 1818.                                       | Italija                        | Talijanski          |
| Zlatna bilježnica                              | Doris Lessing              | 1962.                                       | Ujedinjeno Kraljevstvo         | Engleski            |
| Pipi duga čarapa                               | Astrid Lindgren            | 1945.                                       | Švedska                        | Švedski             |
| Dnevnik jednog luđaka                          | Lu Xun                     | 1918.                                       | Kina                           | Kineski             |
| Djeca iz Gebelawia                             | Naguib Mahfouz             | 1959.                                       | Egipat                         | Arapski             |
| Buddenbrookovi                                 | Thomas Mann                | 1901.                                       | Njemačka                       | Njemački            |
| Čudesna gora                                   | Thomas Mann                | 1924.                                       | Njemačka                       | Njemački            |
| Moby Dick                                      | Herman Melville            | 1851.                                       | SAD                            | Engleski            |
| Eseji                                          | Michel de Montaigne        | 1595.                                       | Francuska                      | Francuski           |
| Povijest                                       | Elsa Morante               | 1974.                                       | Italija                        | Talijanski          |
| Beloved                                        | Toni Morrison              | 1987.                                       | SAD                            | Engleski            |
| Priča o Genjiju                                | Murasaki Shikibu           | 11. stoljeće                                | Japan                          | Japanese            |
| Čovjek bez osobina                             | Robert Musil               | 1930. – 32.                                 | Austrija                       | Njemački            |
| Lolita                                         | Vladimir Nabokov           | 1955.                                       | Rusija/SAD                     | Engleski            |
| Gilgameš                                       | Autor nepoznat             | 18. stoljeće pr. Kr. – 17. stoljeće pr. Kr. | Sumersko i Arkadsko Carstvo    | Arkadski            |
| Knjiga o Jobu                                  | Autor nepoznat             | 6. stoljeće pr. Kr. – 4. stoljeće pr. Kr.   | Ahemenidsko Carstvo            | Hebrejski           |
| Tisuću i jedna noć                             | Autor nepoznat             | 700. – 1500. pr. Kr.                        | Indija/Iran/Irak/Egipat        | Perzijski           |
| Njálova Saga                                   | Autor nepoznat             | 13. stoljeće                                | Island                         | Staronorveški       |
| 1984.                                          | George Orwell              | 1949.                                       | Ujedinjeno Kraljevstvo         | Engleski            |
| Metamorfoze                                    | Ovid                       | 1. stoljeće pr. Kr.                         | Rimska Imperija                | Latinski            |
| The Book of Disquiet                           | Fernando Pessoa            | 1928.                                       | Portugal                       | Portugalski         |
| Tales                                          | Edgar Allan Poe            | 19. stoljeće                                | SAD                            | Engleski            |
| U traganju za izgubljenim vremenom             | Marcel Proust              | 1913. – 27.                                 | Francuska                      | Francuski           |
| Gargantua i Pantagruel                         | François Rabelais          | 1532. – 34.                                 | Francuska                      | Francuski           |
| Pedro Páramo                                   | Juan Rulfo                 | 1955.                                       | Meksiko                        | Španjolski          |
| Masnavi                                        | Rumi                       | 1258. – 73.                                 | Perzija, Mongolsko Carstvo     | Perzijski           |
| Djeca ponoći                                   | Salman Rushdie             | 1981.                                       | Ujedinjeno Kraljevstvo, Indija | Engleski            |
| Bostan                                         | Saadi                      | 1257.                                       | Perzija, Mongolsko Carstvo     | Perzijski           |
| Sezona migracija na sjever                     | Tayeb Salih                | 1966.                                       | Sudan                          | Arapski             |
| Ogled o sljepoći                               | José Saramago              | 1995.                                       | Portugal                       | Portugalski         |
| Hamlet                                         | William Shakespeare        | 1603.                                       | Engleska                       | Engleski            |
| Kralj Lear                                     | William Shakespeare        | 1608.                                       | Engleska                       | Engleski            |
| Otelo                                          | William Shakespeare        | 1609.                                       | Engleska                       | Engleski            |
| Kralj Edip                                     | Sofoklo                    | 430. pr. Kr.                                | Grčka                          | Grčki               |
| Crveno i crno                                  | Stendhal                   | 1830.                                       | Francuska                      | Francuski           |
| Tristram Shandy                                | Laurence Sterne            | 1760.                                       | Engleska                       | Engleski            |
| Zenova svijest                                 | Italo Svevo                | 1923.                                       | Italija                        | Talijanski          |
| Gulliverova putovanja                          | Jonathan Swift             | 1726.                                       | Irska                          | Engleski            |
| Rat i mir                                      | Lav Tolstoj                | 1865. – 1869.                               | Rusija                         | Ruski               |
| Ana Karenjina                                  | Lav Tolstoj                | 1877.                                       | Rusija                         | Ruski               |
| Smrt Ivana Iljiča                              | Lav Tolstoj                | 1886.                                       | Rusija                         | Ruski               |
| Pustolovine Huckleberryja Finna                | Mark Twain                 | 1884.                                       | SAD                            | Engleski            |
| Ramayana                                       | Valmiki                    | 5. stoljeće pr. Kr. – 4. stoljeće pr. Kr.   | Indija                         | Sanskrt             |
| Eneida                                         | Vergilije                  | 29. – 19. pr. Kr.                           | Rimsko Carstvo                 | Latinski            |
| Mahabharata                                    | Vjasa                      | 9. stoljeće pr. Kr. – 5. stoljeće pr. Kr.   | Indija                         | Sanskrt             |
| Vlati trave                                    | Walt Whitman               | 1855.                                       | SAD                            | Engleski            |
| Gospođa Dalloway                               | Virginia Woolf             | 1925.                                       | Ujedinjeno Kraljevstvo         | Engleski            |
| Svjetionik                                     | Virginia Woolf             | 1927.                                       | Ujedinjeno Kraljevstvo         | Engleski            |
| Hadrijanovi memoari                            | Marguerite Yourcenar       | 1951.                                       | Francuska                      | Francuski           |

## Vanjske poveznice
- Službena stranica
- The Guardian
- Svjetska knjižnica Norveškoga knjižnog kluba